# Eluru
Eluru — telugu ఏలూరు — (el seu antic nom fou Helapuri) és una ciutat d'Andhra Pradesh a l'Índia, capital del districte de West Godavari. El 1901 tenia 33.521 habitants i el 2001 eren 189.772. La seva població comptabilitzant diverses viles que s'hi van incorporar en formar-se la corporació municipal era de 389.772 habitants (aglomeració de 415.343) el 2001 i de 312.866 el 1991. Proper a la ciutat hi ha el llac Kolleru. Fou part del regne budista de Vengi. Va passar als Chalukyes Orientals (segle VII fins al segle XII) i després fou part del regne de Kalinga fins al 1471 per acabar a les mans dels gajapatis d'Orissa abans del final del segle. El 1515 Srikrishnadevaraya de Vijayanagar va capturar la ciutat. Després del 1565 fou ocupada pel sultanat de Golconda. El 1687 va passar a l'Imperi Mogol. El 1724 va quedar en mans del nizam d'Hyderabad. Va formar part dels Circars francesos després del 1750 però el 1765 fou cedida als britànics i inclosa al districte de Machilipatnam dels Circars Septentrionals. El 1859 fou inclosa al districte de Godavari i el 1905 fou transferida al districte de Kistna o Krishna. El 1925 va esdevenir capital del nou districte de West Godavari. El 2005 fou erigida en corporació municipal.

## Llocs d'interès
- Temples de Janardhana i Jalapaharesvara.
- Llac Kolleru a 15 km
- Dwaraka Tirumala (Chinna Tirupathi) a 60 km
- Coves de Guntupalli a 40 km
- Pedavegi, a 15 km